# 榕樹凹村
榕樹凹村，亦稱 "濃樹澳"、"榕樹澳"、"榕樹坳"，是位於香港新界北區船灣東北端的一條客家温姓村莊，始創人為温敏昌，康熙年間與兄長温信昌和弟弟温惠昌從惠陽縣鎮龍洞布尾圍移居現今香港新界沙頭角擔水坑村；隨後温信昌公留在擔水坑村開枝散葉，温敏昌則開闢荒地創立榕樹凹村，而温惠昌則到新界西貢區發展。
上世紀80年代英軍曾於榕樹凹村設立軍營，1997之後撤離。

## 溫氏客家源流考
榕樹凹乃香港新界沙頭角之溫氏客家村落，祖籍乃自惠州歸善，於康熙十年（1671年）落擔。

## 外部連結
- 荒廢了的榕樹凹村